# داگارا

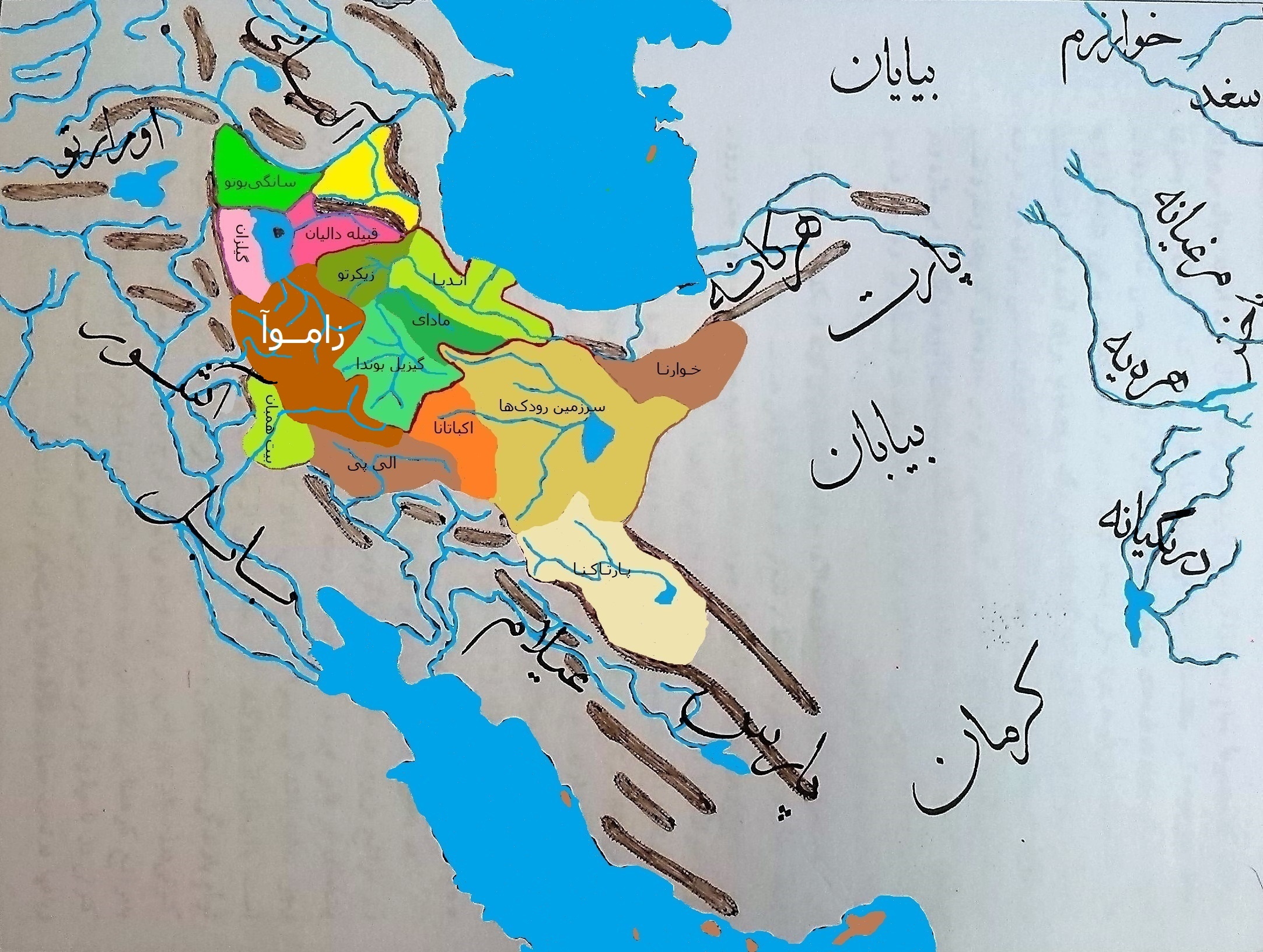
زاموآی باستانی

داگارا بخشی بود در ناحیه زاموآ و شخصی بنام نور-آداد پیشوای آن بود. در این ناحیه دو شاهک دیگر وجود داشت اما ویژگی نور-آداد در این بود که در سال ۸۸۱ (پیش از میلاد) علیه آشوریان برخاست و پیکار کرد اما مانند اغلب شاهکان تاریخ آندوران او نیز شکست خورد و اسیر شد محتملا مجازات سنگینی را هم متحمل گشت.

## اهداف حمله
زامواییان معنی لشکرکشی آشورناسیراپال دوم را نیک درک کرده دانستند که نخستین اقدام به منظور اجرای نقشه، تسخیر کشور و اسارت ایشان است لذا تصمیم گرفتند که به شدت پایداری کنند و پیشوای قبیله بخش داگارا که به نام اکدی نور-آداد  موسوم بود در رأس ایشان قرار گرفت. وی مردم سراسر زاموآ را گرداگرد خویش متحد ساخت و لشکریانش حصاری بر پا داشتند که گردنه بابیته را مسدود کرد.
آشورناسیراپال دوم به نور-آداد فرصت نداد کار را به پایان رساند و با نیروی عظیمی که از حیث شمار بر نور-آداد برتری داشت از گردنه گذشته و به مرکز زاموآ نفوذ کرد. نور-آداد به روش دیرین به کوهها پناه برد و آشورناسیراپال تا کوه نسیر به پیش راند. لشکریان آشور سه ایالت کوچک زاموایی را بر سر راه خویش قلع و قمع کرد. آنگاه امرای زاموآ از پایداری خودداری کردند. آشورناسیراپال ایشان را به حال خود گذاشت که شاهی کنند ولی آن سرزمین‌ها را به ایالت آشوری که ایجاد کرده منضم سلخت و بر اهالی خراج گرانی از اسب، سیم و زر وضع کرد.

## نگارخانه

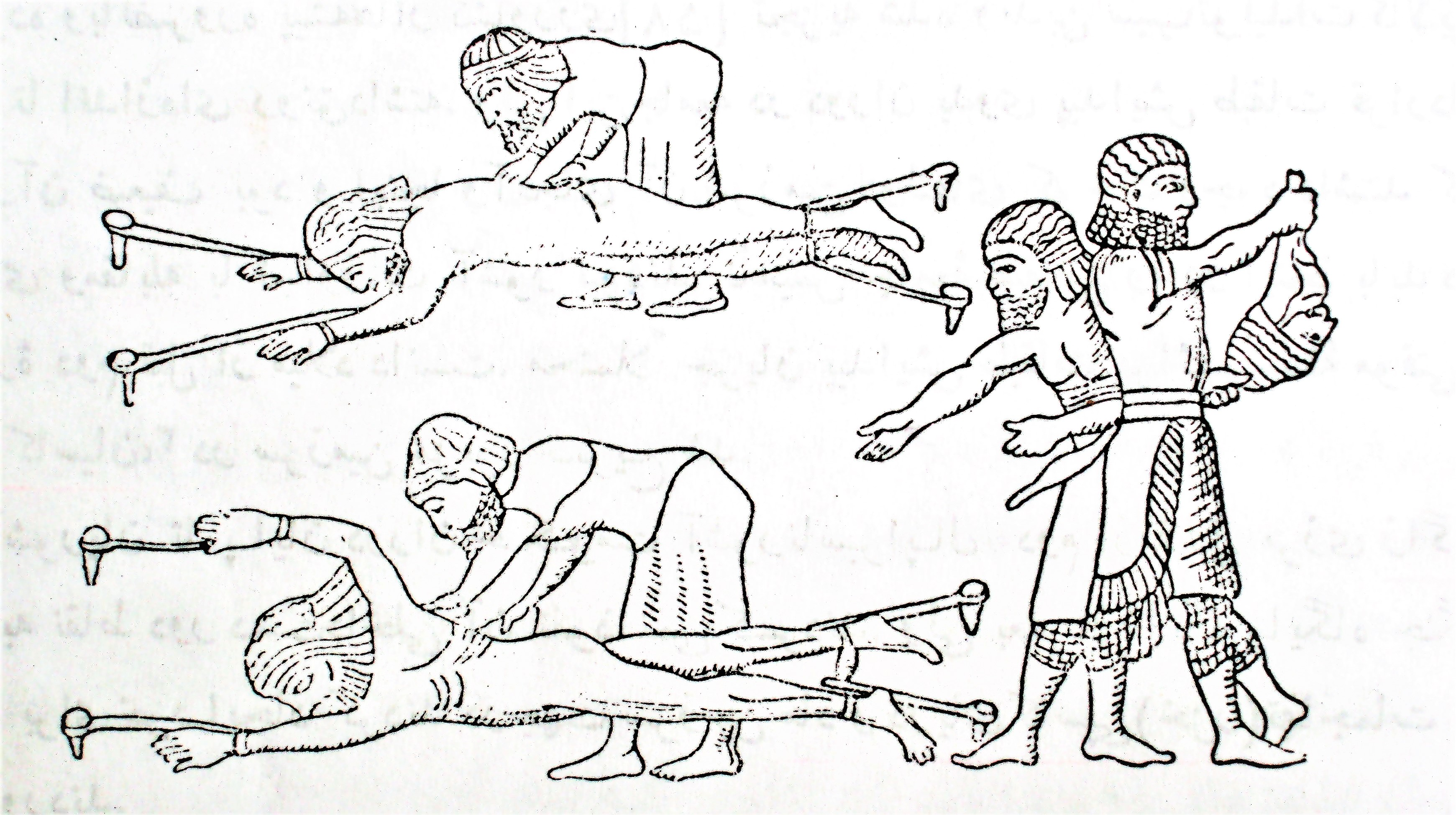
مجازات پیشوایان محلی
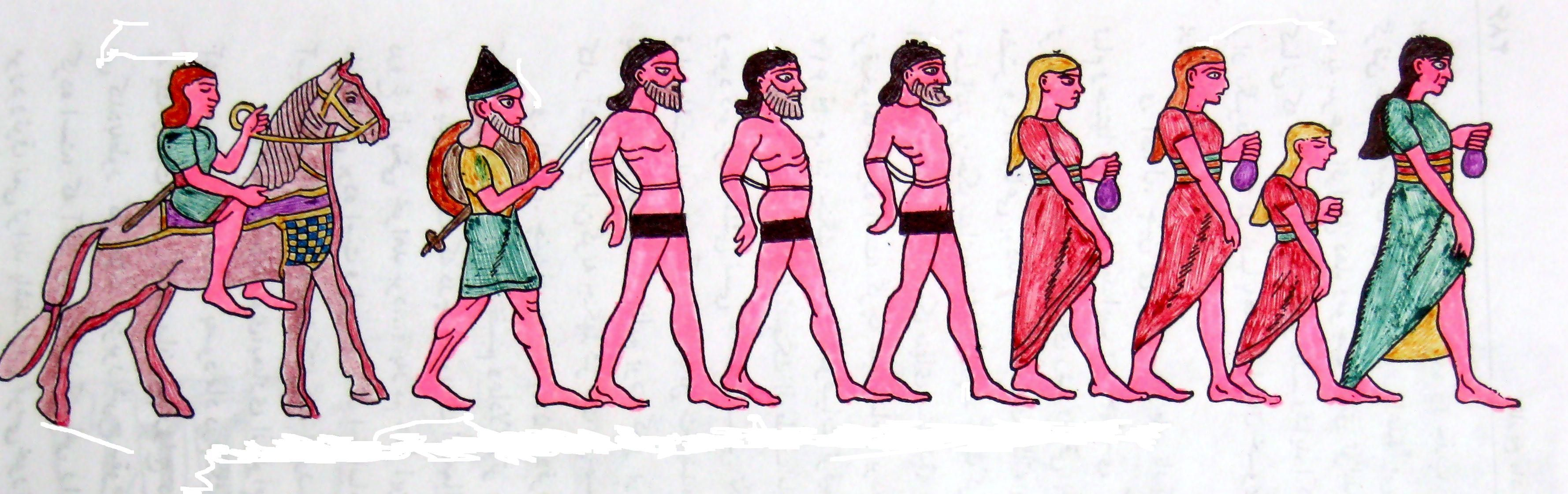
انتقال اسیران
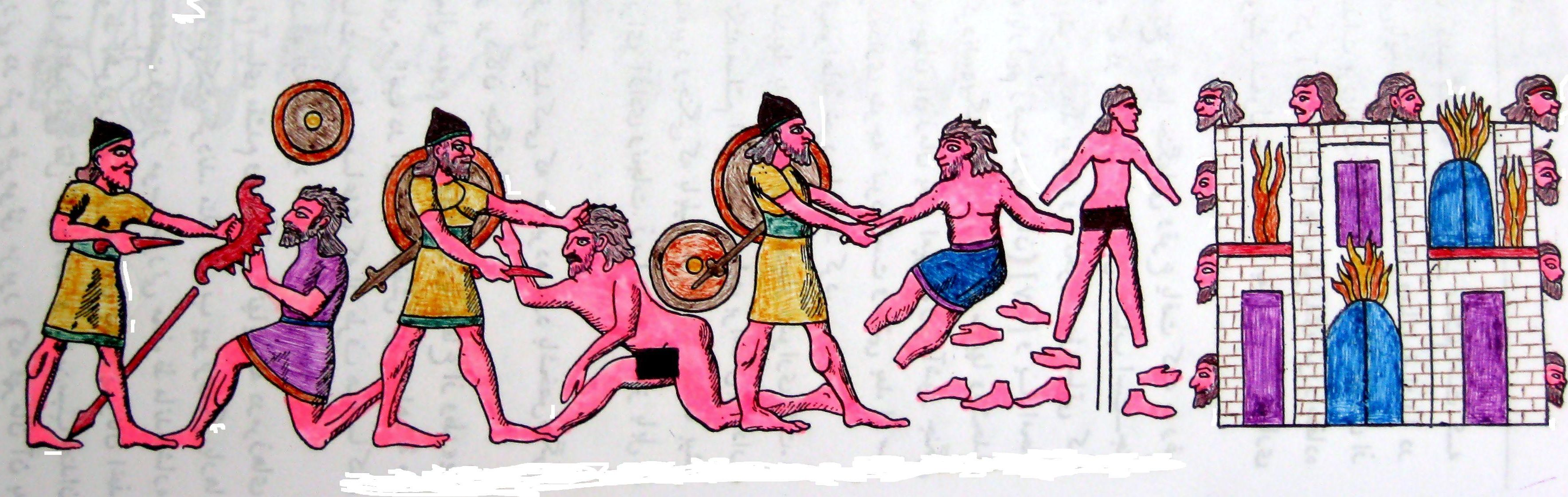
کشتار مغلوبان